# Invence a sinfonie
Invence a sinfonie nebo také dvouhlasé a tříhlasé invence (BWV 772-801) jsou sbírkou krátkých polyfonních skladeb pro klávesové nástroje od Johanna Sebastiana Bacha.

## Okolnosti vzniku
Invence a sinfonie byly původně vytvořeny pro výukové účely. Poprvé se objevují v Klavírní knížce pro Wilhelma Friedemanna, Bachova nejstaršího syna. Knížka začala vznikat v roce 1720 a Bach do ní postupně zapisoval drobné skladby, prostřednictvím kterých učil Friedemanna hře na klávesové nástroje i komponování. Dvouhlasé skladby jsou v této knížce označeny jako praeambulum, tříhlasé fantasia.
V roce 1723 Bach uspořádal tyto skladby do samostatné sbírky, kterou pak používal při výuce svých dalších žáků, od kterých se dochovalo několik opisů. Ve skladbách provedl jen drobné úpravy a změnil názvy dvouhlasých na inventio a tříhlasých na sinfonia. Připsal také krátký úvodní text, ve kterém sbírku věnuje studentům, kteří se chtějí naučit hrát čistě, jasně a zejména zpěvně jak dvouhlasé, tak tříhlasé skladby, a zároveň se naučit základy kompozice a zpracování hudebního nápadu do plnohodnotné skladby.

## Struktura sbírky
Sbírka obsahuje 15 dvouhlasých a 15 tříhlasých skladeb v tehdy běžně používaných tóninách, tj. takových, které mají v předznamenání maximálně 4 posuvky (použití ostatních tónin bylo před prosazením temperovaného ladění problematické kvůli vzniku velmi disonantních intervalů).
V Knížce pro Wilhelma Friedemanna byly skladby v obou částech uspořádané tak, že nejprve byly vzestupně uvedeny ty, jejichž tónický kvintakord je obsažen ve stupnici C dur, a pak sestupně ostatní:
C dur - d moll - e moll - F dur - G dur - a moll - h moll - B dur - A dur - g moll - f moll - E dur - Es dur - D dur - c moll.
Ve verzi z roku 1723 jsou již skladby sestaveny vzestupně chromaticky: C dur - c moll - D dur - d moll atd., tedy podle stejného systému, jakým je uspořádán Dobře temperovaný klavír, který vznikl ve stejné době.

## Forma
Všechny skladby jsou zpracovány kontrapunkticky.
Dvouhlasé invence začínají expozicí, ve které je uveden hlavní motiv. Ten bývá krátký a melodicky jednoduchý. V některých případech je motiv ihned zopakován v druhém hlase, obvykle posunutý o celou oktávu. Mnohdy je již první uvedení motivu doprovázeno druhým hlasem. Po dokončení expozice následuje modulace do příbuzné tóniny (většinou dominantní), ve které je opět prezentován hlavní motiv. Poté může následovat modulace do třetí tóniny, anebo se motiv již vrací zpět do základní tóniny a skladba se uzavírá.
Tříhlasé sinfonie mají stavbu velmi podobnou fugám.